# Alison Young
Alison Young (Wolverhampton, 29 mei 1986) is een Britse zeilster die uitkomt in de Laser Radial klasse. Ze nam tweemaal deel aan de Olympische Spelen.
In 2012 werd ze vijfde in die klasse op de Olympische Spelen van Londen.
In 2016 haalde ze goud op de ISAF Women's Laser Radial World Championships.